# Anelasmocephalus hadzii
Anelasmocephalus hadzii is een hooiwagen uit de familie kaphooiwagens (Trogulidae). De wetenschappelijke naam van Anelasmocephalus hadzii gaat terug op J. Martens.